# Багдадська національна бібліотека і архів
Багдадська національна бібліотека і архів — найбільша наукова бібліотека Республіки Ірак, розташована в місті Багдаді.

## Передісторія
Можливо, найдавніша бібліотека й архів світу знаходилися в сьогоднішньому Іраку. Перша бібліотека глиняних табличок Ашурбаніпала (7 ст. до н. е.) в місті Ніневія мала першу у світі бібліотечну класифікацію. У 8-9 столітті Аббасидський халіф Аль-Мамун заснував першу публічну бібліотеку Дар аль Кіхма (Дім мудрості). Збірку бібліотеки халіф збагатив грецькими творами, які привіз із Константинополя. В 11 столітті в Іраку існували дві найбільші у світі універсальні бібліотеки в Багдаді й Нішапурі.
Десять бібліотек міста Марв під час панування сельджуцького султана Зенсера були публічними. Найбільшою з них була палацова бібліотека султана Hizanet üs Sultan. 1220 року бібліотека міста Саве, що мала 30 000 томів, була знищена у вогні під час навали Монголів.
Монгольський правитель Хюлеґю (Chülegü) заснував бібілотеку з книжок, захоплених ним під час походів на Багдад, Дамаск та Ельцезір. Ця бібліотека мала 400 000 томів і розташовувалась у місті Марага (сьогодні Іран).

## Багдадська національна бібліотека
Бібліотека була заснована в 1920 році за сприяння англійської письменниці Гертруди Белл. Католицький священик Аль-Кермаль (Al-Kermal) (1866—1947) став першим завідувачем цієї книгозбірні. Початковий фонд з 4 283 книжок з часом перейшов у підпорядкування міністерства освіти, а в 1929 році книги потрапили до школи al-Mamooria, де ця колекція стала називатися Багдадською публічною бібліотекою.
Бібліотека розрослася й з 1950-х років фактично мала статус національної. Врешті в 1961 році був прийнятий спеціальний закон, який офіційно визначав цю бібліотеку, як національну. На початку 70-х років приміщення бібліотеки стало затісним, тож у 1977 році книжки переїхали на нове місце, де також розташувався національний архів. У 1987 році обидві установи були об'єднані. З приходом до влади Саддама Хусейна бібліотека стала занепадати через хронічний брак коштів.
13 квітня 2003 року Багдадська національна бібліотека була пошкоджена пожежею під час війни. У вогні згоріли столітньої давності рукописи та інші історичні документи з часів Османської імперії. Пожежа виникла внаслідок підпалу. Які саме військові загони несуть відповідальність за підпал з'ясувати досі не вдалося. Новий директор національної бібліотеки Саад Іскандер заявив, що бібліотека втратила 60% архівних матеріалів, 25% загальних книжкових фондів та 95% рідкісних книжок.